# Dedicated (альбом ATB)
Dedicated — третий студийный альбом немецкого музыканта и продюсера электронной музыки Андре Таннебергера, изданный 28 января 2002 года на лейбле Kontor Records. Пластинка попала в топ-20 немецких альбомов.

## Обзор

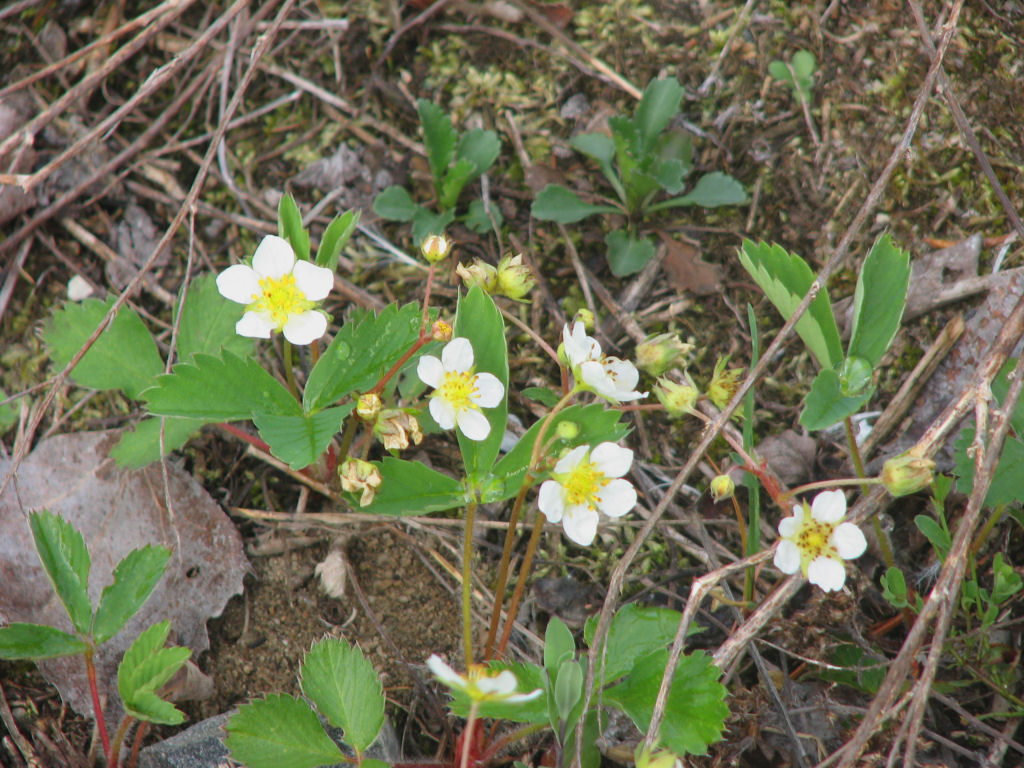
Wild Strawberries

Dedicated совершенно отличался от двух предыдущих альбомов ATB. Основным коллегой Андре по работе над пластинкой была канадская рок-группа Wild Strawberries. Соавтором в 2, 6, 8, 11 композициях выступил Кен Харрисон (англ. Ken Harrison). В записи всех вокальных партий принимала участие Роберта Картер Харрисон (англ. Roberta Carter Harrison) из Two Worlds. Ещё одним музыкантом, занятым в работе над Dedicated, стал Руди (нем. RuDee).
Помимо собственных композиций, было записано две кавер-версии: «You’re Not Alone» — брейкбит группы Olive 1996 года и «Let U Go» — поп-композиция Кена Харрисона и Роберта Майкла (англ. Robert Michael). Примечательно, что «Let U Go» попала второй раз в альбом АТВ. В 2000 году она была в составе Two Worlds. На диске представлен её обновлённый вариант.

### Интересные факты
- Первоначально альбом назывался Dedicated To…
- Композиции «Hero» (с англ. — «Герой») и «I Wanna Cry» (с англ. — «Я хочу плакать») посвящены пострадавшим от терактов 11 сентября 2001 года.
- Длительность композиции «Get High» на самом деле 3:59, а не 5:59, как указано на обратной стороне футляра.

## Обложка и оформление
В 2001 году на Ивисе состоялась запись клипа на сингл «Hold You» и фотосессия, на которой были сделаны снимки к буклету. Фотографии сделаны Патрицией Янковской (нем. Patricia Jankowska), дизайн альбома принадлежит Марку Шильковски (нем. Marc Schilkowski). К диску прилагается десятистраничный буклет с описанием форума ATB, рассказ о работе с Робертой и головоломка.

## Альбом

### Список композиций
| №   | Название           | Автор(ы)                        | Длительность |
| --- | ------------------ | ------------------------------- | ------------ |
| 1.  | «Dedicated»        | A. Tanneberger                  | 4:15         |
| 2.  | «Hold You»         | A. Tanneberger, K. Harrison     | 3:31         |
| 3.  | «Get High»         | A. Tanneberger                  | 3:59         |
| 4.  | «You’re Not Alone» | Robin Taylor-Firth, Tim Kellett | 5:57         |
| 5.  | «Halcyon»          | A. Tanneberger, R. Dittmann     | 4:00         |
| 6.  | «Let U Go»         | A. Tanneberger, K. Harrison     | 3:30         |
| 7.  | «I Can’t Stand…»   | A. Tanneberger                  | 5:53         |
| 8.  | «Hero»             | A. Tanneberger, K. Harrison     | 4:24         |
| 9.  | «I See It»         | A. Tanneberger                  | 4:25         |
| 10. | «Basic Love»       | A. Tanneberger                  | 7:27         |
| 11. | «I Wanna Cry»      | A. Tanneberger, K. Harrison     | 4:23         |
| 12. | «Remember»         | A. Tanneberger, Woody van Eyden | 6:22         |

### Издания
| Страна     | Дата | Лейбл           | Формат | Каталог               |
| Германия   | 2002 | Kontor Records  | CD     | Kontor210, 0136302KON |
| Чехия      | 2002 | Popron Traxx    | CD     | 017 255-2             |
| Германия   | 2002 | Kontor Records  | CD+CD  | Kontor211, 0136312KON |
| Португалия | 2002 | Enter Records   | CD+CD  | 11.80.8034            |
| США        | 2002 | Radikal Records | CD     | RAD90035-2            |
| США        | 2002 | Radikal Records | CD+CD  | RAD91005-2            |

### Форматы
- CD — содержащий 12 композиций альбома
- CD+CD специальное немецкое издание — 12 композиций альбома, включая бонус-диск с ремиксами
- CD+CD португальское издание — 12 композиций альбома, включая бонус-диск с ремиксами
- CD американское издание —13 композиций, включая бонус-ремикс от Todd Terry
- CD расширенно американское издание — бонус-диск с ремиксами и клип «Hold You»

### Синглы
| Информация                                                            | Трек-лист                                                                   |
| --------------------------------------------------------------------- | --------------------------------------------------------------------------- |
| Hold You - Вышел: 2001 - Лейбл: Kontor Records - Носители: LP         | 1. Clubb Mix 2 2. Clubb Mix 1                                               |
| Hold You - Вышел: 2001 - Лейбл: Kontor Records - Носители: CD         | 1. Airplay Mix 2. Clubb Mix 1 3. Clubb Mix 2 4. M.O.R.P.H. Mix 5. Ratty Mix |
| You’re Not Alone - Вышел: 2002 - Лейбл: Kontor Records - Носители: LP | 1. 1st Clubb Mix 2. 2nd Clubb Mix                                           |
| You’re Not Alone - Вышел: 2002 - Лейбл: Kontor Records - Носители: CD | 1. Airplay Mix 2. Airplay Chill Mix 3. Rising Mix 4. 2nd Clubb Mix          |

## Участники записи
- Роберта Картер Харрисон (Roberta Carter Harrison) — вокал
- Кен Харрисон (Ken Harrison), Руди (RuDee), Вуди ван Эйден (Woody van Eyden) — соавторы
- Robin Taylor-Firth и Tim Kellett — авторы оригинальной композиции «You’re Not Alone»